# Kaplica przydrożna w Starym Gierałtowie
Kaplica przydrożna w Starym Gierałtowie – zabytkowa kaplica domkowa wybudowany w miejscowości Stary Gierałtów.

## Historia
Barokowa kaplica domkowa, przydrożna, zbudowana w drugiej połowie XVIII w.

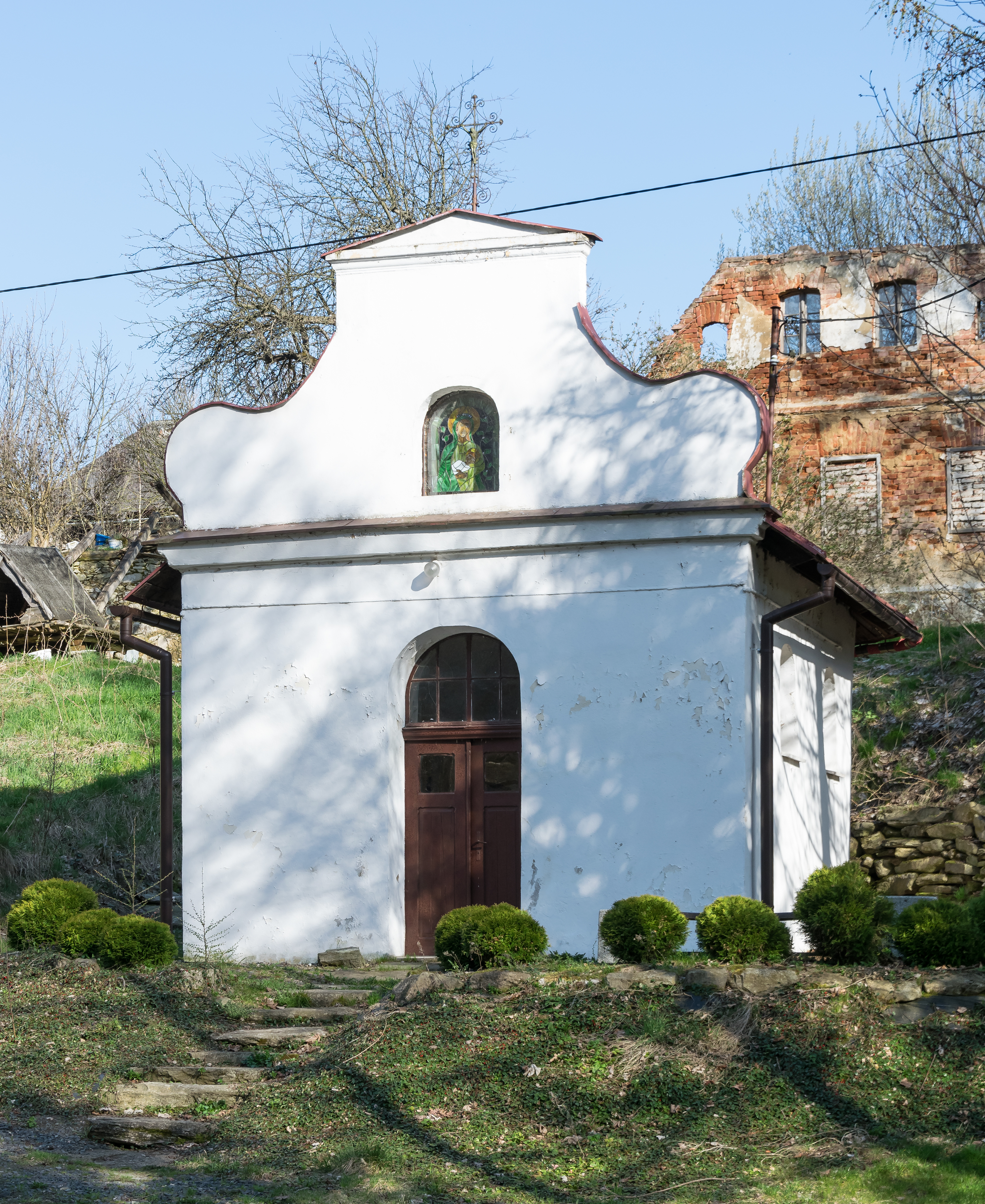